# Aleksandra Potanina
Pour les articles homonymes, voir Potanina.
Alexandra Viktorovna Potanina (25 janvier 1843 (6 février dans le calendrier grégorien), Gorbatov, gouvernement de Nijni Novgorod - 19 septembre 1893 (1er octobre dans le calendrier grégorien), Zhuo-Hua, Chine) est une exploratrice russe. Elle est voyageur et chercheur, dans les zones de l'Asie centrale, et l'une des premières femmes admises en tant que membre de la Société géographique de Russie.
Elle était mariée à l'ethnographe et naturaliste Grigori Potanine.

## Carrière
Avec son mari, elle est impliquée dans quatre expéditions vers l'Asie centrale : 
- Nord-ouest de la Mongolie (1876 - 1877)
- De Zaïssan, la vallée de l'Irtych Noir (1879 - 1880)
- Nord de la Chine, du Tibet et de la Mongolie centrale (1884 - 1886)
- L'étude du plateau tibétain, la traversée du désert de Gobi (1892 - 1893)

Au cours de la dernière expédition, Potanina tombe gravement malade, et meurt le 19 septembre 1893 près de la ville de Zhuo-Hua sur le chemin de Shanghai. Elle a été enterrée dans Alexander V. Kiakhta (Bouriatie). Il y a un monument sur sa tombe.
Pour son travail sur les peuples de l'Asie centrale, Potanina a apporté une précieuse contribution à la science de la géographie. Elle est devenue l'une des premières femmes admises à la Société géographique de Russie.
En 1887, pour son ouvrage Bouriatie, Aleksandra Potanina reçoit la Grand Médaille d'or de la Société géographique de Russie.

## Postérité
Le cratère vénusien Potanina a été nommé en son honneur. Dans les montagnes de l'Altaï de Mongolie, un glacier est nommé Alexandrine, du nom de l'aventurière.
Le glacier Potanine, dans les montagnes de l'Altaï de Mongolie et l'astéroïde (9915) Potanin sont quant à eux nommés en l'honneur de son mari, aussi explorateur, Grigori Potanine.